# Albert Cossery
Albert Cossery (arabisch ألبرت قيصري) (* 3. November 1913 in Kairo; † 22. Juni 2008 in Paris) war ein ägyptischer frankophoner Schriftsteller.

## Leben
Albert Cossery wurde 1913 als Sohn einer bürgerlichen, aus Damiette stammenden koptischen Familie geboren. Wie es damals in wohlhabenden Familien üblich war, wurde er in eine christliche französische Schule geschickt. Schon mit zehn Jahren beschäftigte er sich mit französischer Literatur und begann Romane und Gedichte zu schreiben.
Henry Miller, den er während einer Reise in die USA kennenlernte, ermöglichte es ihm 1940 eine erste Novellensammlung zu veröffentlichen (Les hommes oubliés de Dieu, engl. Men God forgot). 1945 übersiedelte er nach Paris, wo er bis zu seinem Tod 2008 ein Zimmer im Hotel La Louisiane in der Rue de Seine bewohnte.

## Werke
Alle Romane Albert Cosserys spielen in Ägypten. Seine Bücher sind voller Ironie, aber nie zynisch. Sie machen sich über die Eitelkeit und die Beschränktheit einer materialistisch orientierten Welt lustig und porträtieren den Kontrast zwischen Armut und Reichtum, den Mächtigen und den Machtlosen in einer witzigen und dramatischen Weise.
Seine Hauptfiguren sind oft Landstreicher, Diebe oder Dandys, die die Ordnung einer ungerechten Gesellschaft unterwandern. Sie sind oft autobiografisch wie Teymour, der Held des Romans Un complot de saltimbanques, ein junger Mann, der nach einem dem Vergnügen statt der Studien gewidmeten Leben im Ausland ein Diplom als Chemieingenieur fälscht und in seine Heimatstadt zurückkehrt, wo er zusammen mit seinen Dandy-Freunden in eine unerwartete Intrige gegen die Behörden gerät.
Cossery wurde von manchen aufgrund seiner humorvollen und provokativen, zugleich auch klaren und tiefen Sicht der Beziehungen zwischen den Menschen und der Gesellschaft als freier Denker, als letzter genuin anarchistischer Schriftsteller der westlichen Kultur geschätzt. Sein Schreibstil folgte weder akademischen Regeln noch den Standards der Avantgarde.

## Adaptionen
Zwei seiner Romane (Les Couleurs de l'infamie und Mendiants et orgueilleux) wurden von Golo als Comics adaptiert. Außerdem entstanden auf Grundlage seiner Bücher mehrere Filme; für Die Verfolgten aus dem Jahr 1974 schrieb Cossery das Drehbuch.

## Auszeichnungen
- 1990: Grand Prix de la Francophonie de l’Académie Française für das Gesamtwerk
- 1995: Grand Prix Audiberti
- 2000: Prix Méditerranée für Les Couleurs de l'infamie

## Bibliografie
- Les Couleurs de l'infamie
- Une ambition dans le désert
- La Violence et la dérision, dt. Gewalt und Gelächter, Düsseldorf: Rauch, 1966; NA Berlin: Schelzky und Jeep, 1984 und 2000
- Les Hommes oubliés de Dieu
- La Maison de la mort certaine
- Les Couleurs de l'infamie
- Les Fénéants dans la vallée fertile
- Mendiants et orgueilleux, dt. Gohar der Bettler. Roman, München und Wien: Hanser, 1996, als Taschenbuch: Frankfurt am Main: Fischer-Taschenbuch-Verlag, 1998
- Un complot de saltimbanques
- Albert Cossery, ein Ägypter in Paris. Aufsätze, München und Wien: Hanser, 1995

## Nachweise
1. ↑  “Albert Cossery, 'Voltaire of the Nile,' dies at 94” (Memento vom 8. Juli 2012 im Webarchiv archive.today), AFP, 23. Juni 2008 (englisch)
2. ↑  History of Hôtel La Louisiane

| Personendaten    | Personendaten                                    |
| ---------------- | ------------------------------------------------ |
| NAME             | Cossery, Albert                                  |
| KURZBESCHREIBUNG | ägyptischer Schriftsteller französischer Sprache |
| GEBURTSDATUM     | 3. November 1913                                 |
| GEBURTSORT       | Kairo                                            |
| STERBEDATUM      | 22. Juni 2008                                    |
| STERBEORT        | Paris                                            |